# Gaia-X
 (août 2025).
 (août 2025).

Logo de Gaia-X

Gaia-X est une initiative européenne visant à créer un standard de facto pour favoriser l’émergence d’écosystèmes de données et d’infrastructures fédérés et de confiance, en développant un ensemble de spécifications, de règles, de politiques et un cadre de vérification. Le but est de promouvoir des écosystèmes numériques décentralisés et de confiance afin de favoriser le développement de l'économie de la donnée, en phase avec les valeurs européennes de transparence, ouverture, protection de la donnée, souveraineté et sécurité.
Pour cela, la solution proposée par Gaia-X s'appuie sur des règles de conformités (Gaia-X Compliance) et un cadre de confiance (Gaia-X Trust Framework) applicables aussi bien au sein de l'Union Européenne que partout dans le monde, via un réseau de Gaia-X Digital Clearing Houses, guichets uniques décentralisés permettant de mettre en œuvre les règles de conformité.
L'initiative Gaia-X est portée par l'association internationale à sans but lucratif Gaia-X AISBL, basée en Belgique, relayée à travers l'Europe et le monde par des antennes locales appelés Gaia-X Hubs.

## Objectifs
Gaia-X positionne la souveraineté numérique au cœur des processus d'innovation digitale.
Le but principal de Gaia-X est donc d'établir un écosystème dans lequel les données peuvent être échangées en toute confiance. Les utilisateurs conservent ainsi une entière souveraineté sur leurs données.
Gaia-X ne vise pas la création d'un Cloud, mais plutôt de proposer les standards et l'organisation permettant la mise en place d'un environnement transparent dans lequel de nombreux fournisseurs de Cloud et utilisateurs peuvent interagir afin de construire l'économie de la donnée de demain.

## Livrables
L'association Gaia-X est responsable de la conception est fourniture des éléments suivants :
- Des spécifications permettant de décrire comment Gaia-X fonctionne en termes de prérequis fonctionnels et techniques
- Du code correspondant à un exemple open source de traduction de ces spécifications, réalisé par la communauté gravitant autour de Gaia-X
- Des labels déclinant la validation de règles de gouvernance qui s'appuient sur les valeurs européennes et favorisant l'opérationnalisation d'espaces de données interopérables.

### Spécifications
Gaia-X produit de nombreux documents, de livres blancs aux tutoriels. Cependant, son activité se concentre sur les 4 spécifications suivantes qui représentent le cœur des concepts Gaia-X : 
- Le document d'architecture (Gaia-X Architecture Document - AD) fournit les principes d'interopérabilité technique et syntaxique tout en étant indépendant des règles de gouvernance et de conformité.
- Le document de conformité (Gaia-X Compliance Document - CD) fournit un jeu de règles permettant d'asseoir une interopérabilité organisationnelle et sémantique. Ce document est totalement décorrélé de tout aspect technique.
- Le document de gestion de l'identité, des identifiants et des accès (Gaia-X Identity, Credentials and Access Management Document - ICAM) fournit des spécifications décrivant comment implémenter des identifiants dans le cadre d'un écosystème Gaia-X, mais aussi les mécanismes de délégations de droits, d'authentification, d'autorisation et de gestion d'accès.
- Le document d'échange de données (Gaia-X Data Exchange Document) décrit les processus, règles et prérequis permettant l'échange de données au sein de la communauté Gaia-X.

### Code
Les spécifications décrites dans le paragraphe dédié sont ensuite implémentées dans un exemple de code par l'intermédiaire de la communauté Open Source Gaia-X.
Ainsi, Gaia-X AISBL met à disposition des composants logiciels pour l'instant déclinés sous deux versions principales:
- Version 1 (v1), sous le nom TAGUS, implémente les règles du cadre de confiance Gaia-X 22.10 (Gaia-X Trust Framework 22.10) , le document d'architecture 22.10 (Gaia-X Architecture Document 22.10[4]), le document de règles politiques et labels 22.11[5] (version antérieure au document de conformité), et le document de gestion de l'identité, des identifiants et des accès 22.10 (Identity, Credentials and Access Management 22.10[6]).
- Version 2 (v2), sous le nom LOIRE, implémentes les règles du document de conformité 24.06 (Compliance Document 24.06[7]) en phase avec les prérequis décrits dans le document d'architecture 24.04 (Architecture Document 24.04[8]).

### Labels
Un Label Gaia-X est une marque de confiance qui reflète l'atteinte de différents critères ayant trait à la transparence, la protection des données, la sécurité, l'interopérabilité, la portabilité et la durabilité, en phase avec les valeurs européennes.
Il y a quatre types de Labels Gaia-X:
- Gaia-X Standard
- Gaia-X Label niveau 1
- Gaia-X Label niveau 2
- Gaia-X Label niveau 3

L'obtention d'un Label Gaia-X se fait par la collecte de preuves permettant ensuite, lors de la soumission à une Gaia-X Digital Clearing House, d'être analysées afin de produire le Label ad hoc.

## Gaia-X Digital Clearing House (GXDCH)
Les Gaia-X Digital Clearing Houses sont les guichets uniques dans lesquels se rendre pour confronter automatiquement des participants ou des services de données aux règles Gaia-X de conformité.
Ces guichets représentent un réseau de nœuds dans lesquels sont exécutés les différents modules liés à la conformité Gaia-X, exprimés dans les différentes spécifications produites par l'association Gaia-X.
Il s'agit donc d'un accès concret, pratique et décentralisé pour obtenir une réponse quant à son éligibilité à la conformité Gaia-X, d'une manière transparente, et permettant à tous de bénéficier de services sécurisés et vérifiés.
Toutes les Gaia-X Digital Clearing Houses sont interconnectées, et peuvent être sollicités sans aucune dépendance les unes avec les autres : il est en effet tout à fait possible de contacter différentes Gaia-X Digitale Clearing House dans le cadre d'un même processus de certification.
La liste des Gaia-X Digital Clearing Houses ainsi que les versions qu'elles opèrent sont disponibles sur un portail fourni par Gaia-X AISBL.

## Cas d'usage concrets
Des cas d'usage concrets ont déjà vu le jour, permettant de démontrer l'intérêt de la mise en œuvre des concepts Gaia-X pour simplifier la gestion de dataspaces ou l'échange de données.

### Dataspaces Phares
Gaia-X AISBL reconnait certains espaces de données ou  dataspaces comme étant particulièrement exemplaires dans la gestion des principes liés à Gaia-X, favorisant ainsi une maturité avancée vis-à-vis de la souveraineté digitale européenne et la création de valeur.
Ces dataspaces couvrent des domaines allant de l'industrie automobile, à l'aéronautique ou l'industrie manufacturière, tout en passant également par les services Cloud.

### Projets porte-étendards
Les projets porte-étendards visent à créer des plateformes d'échange de données basées sur la transparence, la confiance et l'ouverture. De nombreux domaines sont ciblés, comme l'agriculture, la mobilité, l'industrie, la santé, l'énergie ou encore la finance pour n'en citer que quelques-uns.
Ces projets sont les précurseurs dans l'adoption du cadre de confiance produit par Gaia-X (Gaia-X Trust Framework).

### Témoignages sur des cas pratiques
Des témoignages sont également disponibles permettant de comprendre comment, sur des exemples très pratiques, les concepts Gaia-X permettent de favoriser l'échange de données d'une façon sécurisée et dans un cadre de confiance.
Ces exemples, depuis la supervision de l'état des routes, jusqu'à l'assistance à l'assemblage de deux pièces dans l'industrie, sont les suivants : 
- TAMIS in TEMS : mise en place des bases pour un hub de données dans le secteur de l'audiovisuel
- MERLOT : assistant intelligent pour la gestion de carrière des étudiants
- X-ROAD : assistant pour la création de dataspaces
- Supervision de l'état des routes : assistance prédictive pour gérer la maintenance des routes
- Correspondance parfaite de composants : assistance à l'assemblage de plusieurs composants dans l'industrie manufacturière de précision.
- Outil de mobilité Franco-coréen : assistant dans la gestion de carrière entre France et Corée du Sud.

## Organisation

### L'association et son fonctionnement
L'association Gaia-X AISBL est une Association Internationale sans But Lucratif soumis à la loi belge, fondée pour développer un framework technique et opérer les services fédérés Gaia-X.
Gaia-X AISBL est une organisation non gouvernementale privée, financée par les cotisations annuelles de ses 250 membres (entreprises du secteur privé, associations, ou universités par exemple).
L'Assemblée Générale, composée de l'intégralité des membres de l'association, a autorité pour garantir l'atteinte des objectifs de l'Association Gaia-X.
Cette Assemblée Générale élit des directeurs dont le mandat de 2 ans leur permet de prendre toutes les décisions importantes au nom des membres à l'occasion de Comité de Direction (Board of Directors).
Le Comité de Management est, quant à lui, composé d'un Directeur général, d'un Directeur des opérations, d'un Directeur de la stratégie, d'un Directeur technique, d'un Directeur de l'innovation, d'un Directeur financier, et d'un Directeur de la communication. Ce comité gère les activités quotidiennes de l'association.

### Les comités et groupes de travail
Pour avancer sur les nombreux sujets dont l'association Gaia-X s'occupe, les activités sont réparties entre différents comités opérationnels et des groupes de travail :
- Le Comité métier pour les données et les services (Data and Services Business Committee) collecte et partage toutes les informations métier ayant trait à l'initiative Gaia-X afin d'accélérer l'adoption du marché. Il s'articule autour de groupes de travail locaux, suivant des domaines industriels, ou encore orientés vers les fournisseurs de services informatiques.
- Le Comité des règles politiques (Policy Rules Committee) vise à traduire les principes de base de Gaia-X (transparence, protection de la donnée, cyber sécurité, portabilité, ouverture) vers des règles et objectifs permettant d'ajouter de la valeur aux différents écosystèmes les appliquant. Il est organisé en sprints.
- Le Comité technique (Technical Committee) définit et implémente la vision technologique de Gaia-X. Il s'appuie pour cela sur des groupes de travail permettant d'avancer sur les sujets d'architecture, de services d'échanges de données, d'attributs de services, ou encore de gestion des identités, identifiants et accès.

La participation à ces comités ou groupes de travail est principalement réservée aux membres de l'association Gaia-X, leur permettant ainsi de concevoir et définir l'avenir de l'échange des données.

### Origine
Au début de l'année 2021, l'association Gaia-X AISBL a été créée par 11 organisations françaises et 11 organisations allemandes.
A partir de ce moment, l'association a vu une croissance exponentielle du nombre de ses membres, permettant notamment de couvrir ses frais de fonctionnement grâce aux cotisations, la rendant ainsi indépendante financièrement.
L'association Gaia-X a également rejoint un projet fondé par la Commission Européenne par son caractère et son importance stratégique. Ce projet, le Centre de Support pour les Dataspaces (DSSC : Data Space Support Center), a été lancé en septembre 2022 pour une durée de 42 mois.

## Communautés

### Ecosystèmes Gaia-X
Les Ecosystèmes Gaia-X sont un portail pour découvrir Gaia-X mais aussi être mis en relation avec une communauté d'organisations et d'entreprises visant à développer des solutions orientées données et des dataspaces interopérables. Ces écosystèmes réunissent des participants de divers horizons (affaires, industrie, chercheurs) autour d'une thématique prédéfinie, comme la santé ou l'agriculture par exemple.

### Réseaux locaux (Hubs)
Les réseaux locaux Gaia-X (Gaia-X Hubs) sont les points de contacts locaux dans chaque pays. Ils ne font pas partie de l'association Gaia-X, mais ils doivent être vus comme de véritables laboratoires pour le projet Gaia-X. Ainsi, l'association et les réseaux locaux coopèrent, partageant cas d'usage, expertises, et ressources.

### Communauté Open Source
L'association Gaia-X s'appuie également sur une communauté Open Source.
Comme toutes les spécifications, le code produit par l'association est disponible et chacun peut y apporter ses idées et sa contribution.